# Nørre Dalby Sogn
Nørre Dalby Sogn er et sogn i Køge Provsti (Roskilde Stift).
I 1800-tallet var Nørre Dalby Sogn anneks til Ejby Sogn. Begge sogne hørte til Ramsø Herred i Roskilde Amt. Ejby-Nørre Dalby sognekommune blev ved kommunalreformen i 1970 indlemmet i Skovbo Kommune, der ved strukturreformen i 2007 indgik i Køge Kommune.
I Nørre Dalby Sogn ligger Nørre Dalby Kirke.
I sognet findes følgende autoriserede stednavne:
- Kløvested (bebyggelse, ejerlav)
- Lille Dalby (bebyggelse)
- Nørre Dalby (bebyggelse, ejerlav)
- Regnemark (bebyggelse, ejerlav)
- Regnemark Banke (bebyggelse)

Og følgende uautoriserede stednavne:
- Borup Øst (bebyggelse)
- Dalby Skov (skov)
- Dalby Sø (sø)
- Kløvested Skov (skov)